# 토지문화재단
토지문화재단은 새로운 문화예술사상의 창달을 통하여 한국인의 삶의 질적인 개선과 한국 문화의 발전에 이바지할 목적으로 1996년 6월 27일 설립된 문화체육관광부 소관의 재단법인이다. 사무실은 강원도 원주시 흥업면 매지리 570에 있다.

## 주요 업무
- 문학관 건립 및 운용
- 학자 및 작가, 예술가의 연구 및 창작장소 제공과 지원
- 한국전통문화의 발굴보존창달을 위한 학술연구 지원 시민학생들이 참여하는 문화운동 전개사업